# Wolf Creek (Film)
Wolf Creek ist ein australischer Horrorfilm von Regisseur Greg McLean aus dem Jahr 2005. Deutschlandpremiere war am 13. Juli 2006.

## Handlung
Der Film basiert laut Einblendung auf einer wahren Begebenheit. Des Weiteren lässt sich lesen: „30,000 are reported missing in Australia every year. 90 % are found within a month. Some are never seen again.“ Auf Deutsch also in etwa: „30.000 Menschen werden jedes Jahr in Australien als vermisst gemeldet. 90 % von ihnen werden innerhalb eines Monats wieder gefunden. Einige werden nie wieder gesehen.“
Drei junge Leute, der Australier Ben aus Sydney sowie die beiden Engländerinnen Liz und Kristy, unternehmen mit wenig Geld einen mehrwöchigen Ausflug im australischen Outback. Sie werden von ihren Freunden zuvor mit einer Party verabschiedet. Die kleine Gruppe fährt zuerst mit dem Auto zu einem Meteoritenkrater namens „Wolf Creek Crater“. Auf der Fahrt dahin treffen sie in einer Kneipe Männer, die die beiden Frauen derb anmachen. Ben dreht an der Tankstelle einen kurzen Videofilm, wobei er sich selbst und den Tankwart filmt. Sie fahren weiter und besichtigen den Krater und die Landschaft. Ben und Liz haben zueinander romantische Gefühle entwickelt. Als sie weiter nach Norden, nach Darwin fahren wollen, startet ihr Auto nicht mehr. Außerdem stellen sie fest, dass alle Uhren stehengeblieben sind. Sie setzen sich ins Auto und warten. Als es dunkel geworden ist, taucht ein Mann mit einem Abschleppwagen auf, vor dem sie zunächst Angst haben. Der Mann stellt sich als Mick vor und stellt fest, dass die Zündspule kaputt sei. Er bietet ihnen an, ihren Wagen in sein Camp zu schleppen und dort die Ersatzteile entgeltfrei einzubauen – allerdings liegt dieses Camp im Süden, entgegengesetzt der Wunschroute der Jugendlichen. Schließlich fahren sie mit ihm. Nachdem die Gruppe schon ungeduldig geworden ist, da sie das Gefühl hat, schon sehr lange unterwegs zu sein, kommt sie in einem verlassenen Bergwerk mit Schrottplatz an.
Mick gibt sich freundlich und erzählt von seiner früheren Tätigkeit als Jäger. Doch noch vor dem nächsten Morgen wacht Liz gefesselt in einem Schuppen auf. Sie kann sich befreien, die beiden anderen jedoch nicht entdecken. Sie findet Blutspuren am erloschenen Lagerfeuer, bei dem sie in der Nacht gemeinsam eingeschlafen waren, sowie den zerlegten Motor ihres Wagens. Liz geht den Schreien ihrer Freundin Kristy nach, findet diese gefesselt in einem weiteren Schuppen und muss mit ansehen, wie Mick mit sadistischen Folterungen beginnt. Im Hintergrund hängt ein verstümmelter und verwester Frauenkörper an der Wand. Liz lockt Mick mit einem Feuer nach draußen, befreit Kristy, schießt Mick mit einem von ihm kurzzeitig außer Acht gelassenen Gewehr in den Halsbereich und kann mit Kristy fliehen. Nach kurzer Zeit steht Mick leicht verletzt wieder auf und nimmt die Verfolgung auf. Die beiden jungen Frauen schieben zusammen Micks Wagen in eine Schlucht, damit Mick das Verlöschen der Scheinwerfer sehen soll, und um dadurch nicht gefunden zu werden. Sie werden dann allerdings von dem Sadisten eingeholt und müssen sich verstecken.
Liz läuft zurück zum Bergwerk und versucht, an einen anderen Wagen zu kommen, da Mick die Schlüssel des ursprünglichen Fluchtfahrzeuges entwendet hat. Dabei findet sie Hinweise auf etliche weitere Personen, die wohl schon in den Fängen des Mannes waren. Auch entdeckt sie Bens Videokamera und darauf in der kurzen Aufnahme, die Ben an der Tankstelle gemacht hat, im Hintergrund Micks Wagen – ein Indiz dafür, dass Mick sie seitdem gezielt verfolgt hat. Über von Mick geklaute Schlüssel gelangt sie schließlich an einen Wagen, wird aber von dem sich auf der Rückbank versteckenden Mick verletzt. Zwar kann sie sich noch aus dem Wagen schleppen, doch schneidet Mick der Wehrlosen mehrere Finger ab, durchtrennt ihr Teile des Rückenmarks und lässt sie leblos zurück.
Kristy kann aus der Schlucht auf eine Straße fliehen und wird von einem alten Farmer aufgenommen. Diesem wird allerdings von Mick aus der Ferne mit einem Jagdgewehr mit ballistischem Absehen zielgenau ins Auge geschossen. Kristy flieht daraufhin mit dem Wagen des Farmers und wird dabei von Mick verfolgt. Nachdem sie ihn erfolgreich von der Straße abgedrängt hat, zerschießt er ihr einen Reifen. Kristy überschlägt sich mit ihrem Wagen, klettert benommen aus dem Autowrack und wird von Mick erschossen.
Es wird auf Ben geblendet, der inmitten verwester, zerstückelter und an der Wand hängender Leichen an eine Wand in einem Gebäude des Bergwerks gefesselt und genagelt ist und von einem Kampfhund im Käfig bedroht wird. Er kann seine Hände aus den Nägeln ziehen und dadurch seine Arme aus den Fesseln befreien. Dann läuft Ben unter großen Schmerzen in die Landschaft hinaus. Er wird erschöpft von zwei schwedischen Touristen aufgefunden, in ein Krankenhaus nach Kalbarri geflogen und als möglicher Täter verhaftet.
Einblendungen weisen darauf hin, dass Ben aufgrund fehlender Beweise und der nicht gefundenen Tatorte sowie Leichen nach vier Monaten aus der Untersuchungshaft entlassen wurde. Mick lebt immer noch unbehelligt irgendwo im Outback Australiens. In einer letzten Einstellung geht Mick mit seinem Gewehr dem Sonnenuntergang entgegen.

## Hintergründe
- In Wirklichkeit basiert der Film nicht auf wahren Begebenheiten – es wurden lediglich einige Eigenschaften verschiedener australischer Mordfälle verschmolzen und daraus ein einzelner Mörder geschaffen, der etwas ähnlich im Film agiert. Als Vorlage dienten Taten der Serienmörder Bradley John Murdoch, mit seinem Mord an dem Backpacker Peter Falconio, und Ivan Milat.[3]
- Der Meteoritenkrater heißt in Wirklichkeit „Wolfe Creek Crater“ und ist der zweitgrößte Meteoritenkrater mit Rückständen auf der Welt. Er liegt im Nordwesten Australiens. Obwohl der Film in Südaustralien gedreht wurde, stammt die Luftansicht des Kraters vom wirklichen Krater.
- Das weltweite Einspielergebnis betrug mehr als 27 Millionen US-$. Im Produktionsland Australien spielte er ca. 4,5 Millionen US-$ ein, in Deutschland lediglich 722.000 US-$. Der Großteil der Einnahmen stammt aus den USA mit 16 Millionen US-$.[4]
- Die deutsche FSK 16-Version (87 min.) wurde gegenüber der KJ-Kinofassung (99 min.) um fast 12 Minuten gekürzt. Die deutsche KJ-Version ist identisch mit der R-Rated-Fassung. In den USA erschien auf DVD eine Unrated-Ausgabe, in der neben zwei zusätzlichen Szenen, die der Regisseur allerdings zuvor herausgeschnitten hatte, auch zwei Gewaltszenen minimal verlängert zu sehen sind. Grund hierfür waren wahrscheinlich erwartete größere Absatzmärkte. Die beiden Szenen sind auf der deutschen DVD als geschnittene Szenen enthalten. Es handelt sich hierbei um die Szene im Bett am Anfang und die Szene, in der Liz einen Zeitungsartikel am Bergwerk findet.
- Regisseur Greg McLean hat einen Cameo-Auftritt als Polizist.
- Als sich im Dunkel das Auto von Mick nähert, zitiert Ben eine Szene aus dem Film Predator („there’s something out there“ – „...and it ain’t no human“)
- Als sich Ben und Mick am Lagerfeuer unterhalten, zitiert Ben eine Szene aus dem Film Crocodile Dundee. („Das ist doch kein Messer, DAS ist ein Messer“)

## Auszeichnungen
Der Film war in verschiedenen Kategorien 17-mal für Filmpreise nominiert und gewann zwei Preise. Beim Austin Fantastic Fest 2005 erhielt John Jarratt für Wolf Creek die Auszeichnung als bester Darsteller von der Jury. 2006 erhielt Will Gibson von der Australian Cinematographers Society den Award of Distinction.

## Fortsetzung
Im Oktober 2011 gab McLean bekannt, 2012 eine Fortsetzung in die Kinos zu bringen. John Jarratt führe seine Rolle als Mick Taylor fort. Der australische Geschäftsmann Geoffrey Edelsten übernehme die Finanzierung der Fortsetzung und damit die bislang größte private finanzielle Unterstützung für einen Film in Australien. Letztlich wurde der Film 2013 als Wolf Creek 2 erstmals gezeigt und erfuhr 2014 eine breitere Veröffentlichung.
2016 erschien die australische Fernsehserie Wolf Creek. In zwei Staffeln mit je sechs Episoden verkörperte erneut John Jarratt den Serienkiller Mick Taylor.

## E-Book
Im Sommer 2012 veröffentlicht Sharp Agency mit Return to Wolf Creek ein interaktives Buch, das zeitlich nach dem Film spielt, für das iPad.

## Kritik
„Handelsüblicher Slasherfilm vor der Kulisse der australischen Landschaft, der dramaturgisch schnell ermüdet. Allenfalls formal nicht ohne Reiz, weil er durchaus geschickt eine suggestive Stimmung des Unbehagens aufzubauen weiß.“

„Die Ekelszenen werden nur kurz angerissen, empfindsame Seelen seien trotzdem gewarnt. Der Fall, der die Story inspirierte, wurde noch vor Gericht verhandelt, als der Film in Australien anlief. Spannend, heftig und ziemlich verstörend.“

„Ein Horror-Thriller der ersten Klasse: Regisseur Greg Mclean ist mit ‚Wolf Creek‘ ein beeindruckender Streifen gelungen, der aufgrund der Tatsache, dass die Story auf einer Zusammenstellung von wahren Mordfällen beruht, eine beklemmende Atmosphäre mitten im Outback von Australien vermittelt. Somit ist klar: Der Film ist nichts für schwache Nerven. Bei einem geringen Budget von nur einer Million Dollar spielte ‚Wolf Creek‘ allein in den USA über 16 Millionen Dollar ein. […] Ultraharter Horrortrip!“

„Dass ‚Wolf Creek‘ gekonnt auf der Terrorwelle des aktuellen Horrorfilm-Booms reitet und dabei den panischen Survival-Schockern aus den 70ern näher kommt als poppige Perversionsorgien wie ‚Saw‘ oder ‚Hostel‘, ist dem großen Bemühen um Realismus geschuldet. HD-Video und rein natürliche Lichtquellen nutzend, inszenierte Greg McLean einen auch dank formidabler Schauspielleistungen erschreckend authentischen Urlaubstrip in die Hölle, an dessen Ende der bösartige Einsiedler Mick als Personifizierung der menschenfeindlichen Wildnis für schwer verdauliche Schockmomente sorgt. Ein beachtliches Regiedebüt, dem man nachsehen sollte, dass die Opfer aus dramaturgischen Gründen einige dämliche Fehlentscheidungen treffen. Fazit: Fies realistischer Hinterwäldler-Schocker made in Australien, der den Zuschauer trotz kleiner dramaturgischer Ärgernisse in seinen Bann zieht.“

„Filmisch ein Juwel, neben dem die Blair Witch albern wirkt, wie ein überkonstruierter Jungenstreich.“